# Rapsodia satanica
Rapsodia satanica è un film del 1917 diretto da Nino Oxilia. La storia è una variazione della vicenda faustiana da un poema di Fausto Maria Martini del 1915.  Pellicola di forte ispirazione dannunziana, notevole nell'estetica liberty della nobiltà decadente mostrata nella pellicola

## Trama
Una anziana dama dell'alta società, Alba d'Oltrevita (Lyda Borelli) stipula un patto con Mefisto (Ugo Bazzini), per riacquistare la giovinezza in cambio della quale però lei ha il divieto di innamorarsi. Alba è corteggiata da due giovani fratelli, Tristano (Andrea Habay) e Sergio (Giovanni Cini). Quest'ultimo minaccia di uccidersi se lei non lo amerà: lei tuttavia non s'interessa a Sergio, il quale dunque si uccide, e si prepara a sposare Tristano. A questo punto però Mefisto torna per riprendersi la giovinezza che aveva concesso e restituendo la vecchiaia ad Alba che non aveva rispettato il patto.

## Colonna sonora
La colonna sonora è firmata da Pietro Mascagni, uno dei maggiori compositori dell'epoca e primo compositore di professione in Italia a firmare una colonna sonora, sincronizzandola con le scene del film (lavoro che definì "lungo, improbo e difficilissimo").
La composizione è caratterizzata da forme musicali riconoscibili e ricorrenti, come la pavana e lo scherzo sinfonico tripartito. Questo non impedisce il ricorso episodico alla funzione leitmotivica. In Rapsodia satanica Mascagni anticipa e mette in atto, mirabilmente, processi drammaturgici che saranno tipici della musica nel film sonoro. 

## Nella cultura di massa
Nel centenario del kolossal del cinema muto Cabiria, anche Rapsodia satanica è stato proiettato all'Auditorium Rai di Torino, con la musica di Pietro Mascagni eseguita dall'Orchestra sinfonica nazionale della RAI (21 giugno 2014).
Lo stesso giorno è stata ripubblicata la prima raccolta di poesie di Nino Oxilia, Canti brevi, del 1909, con un saggio introduttivo di Patrizia Deabate intitolato Nino Oxilia e il suo tempo. Da Mascagni ai Marlene Kuntz: un mito e una triplice damnatio memoriae. (Nino Oxilia, Canti brevi, a cura di Patrizia Deabate, Rivoli, Neos, 2014, collana diretta da Roberto Rossi Precerutti).
Nel 2014, il gruppo post-rock italiano Giardini di Mirò, traendo ispirazione da Rapsodia satanica, pubblica un album dal titolo omonimo contenente la sonorizzazione della pellicola. Durante il tour che ne seguirà, il gruppo proietterà la versione colorata della pellicola, eseguendo dal vivo la sonorizzazione.
Nel 2015 il film è stato presentato in versione restaurata ed accompagnato da un'orchestra durante la proiezione durante il festival del cinema ritrovato a cura della Cineteca di Bologna.